# Giro del Belgio 1913
Il Giro del Belgio 1913, sesta edizione della corsa, si svolse in sette tappe tra il 27 aprile e l'11 maggio 1913 per un percorso di complessivi 2 092 km. Fu vinto dal belga Dieudonné Gauthy.
La gara fu organizzata dal quotidiano La Dernière Heure.

## Tappe
| Tappa  | Data      | Percorso            | km   | Vincitore di tappa | Leader cl. generale |
| ------ | --------- | ------------------- | ---- | ------------------ | ------------------- |
| 1ª     | 27 aprile | Bruxelles > Liegi   | 275  | Emile Engel        |                     |
| 2ª     | 29 aprile | Liegi > Lussemburgo | 309  | François Faber     |                     |
| 3ª     | 1º maggio | Arlon > Erquelinnes | 302  | Marcel Buysse      |                     |
| 4ª     | 4 maggio  | Erquelinnes > Namur | 320  | Émile Masson       | Dieudonné Gauthy    |
| 5ª     | 6 maggio  | Namur > Ostenda     | 300  | René Vandenberghe  | Dieudonné Gauthy    |
| 6ª     | 8 maggio  | Ostenda > Anversa   | 292  | Dieudonné Gauthy   | Dieudonné Gauthy    |
| 7ª     | 11 maggio | Anversa > Bruxelles | 294  | Léon Scieur        | Dieudonné Gauthy    |
| Totale | Totale    | Totale              | 2092 |                    |                     |

## Classifiche finali

### Classifica generale
| Pos. | Corridore         | Squadra    | Punti        |
| ---- | ----------------- | ---------- | ------------ |
| 1    | Dieudonné Gauthy  | Alcyon     | 21 64h05'50" |
| 2    | Émile Masson      | Alcyon     | 29           |
| 3    | Marcel Buysse     | Peugeot    | 32           |
| 4    | Léon Scieur       | Armor      | 44           |
| 5    | François Faber    | Peugeot    | 49           |
| 6    | René Vandenberghe | Alcyon     | 53           |
| 7    | Hector Heusghem   | Armor      | 60           |
| 8    | Jacques Coomans   | Labor-Soly | 70           |
| 9    | Eugène Christophe | Peugeot    | 74           |
| 10   | Louis Mottiat     | Alcyon     | 76           |